# Ctenotus catenifer
Ctenotus catenifer (смугастий південно-західний гребневухий сцинк) — вид сцинкоподібних ящірок родини сцинкових (Scincidae). Ендемік Австралії.

## Поширення і екологія
Смугасті південно-західні гребневухі сцинки поширені у Південно-Західній Австралії, від Бадгінгарри до миса Демпстер. Вони живуть в чагарникових заростях.